# جو هوارد
جو هوارد (بالإنجليزية: Joe Howard)‏ (و. 1948 – م) هو ممثل، وممثل تلفزيوني، من الولايات المتحدة الأمريكية، ولد في يونكيرس.

## وصلات خارجية
- جو هوارد على موقع IMDb (الإنجليزية)
- جو هوارد على موقع قاعدة بيانات الفيلم (الإنجليزية)